# Microctenochira
Microctenochira – rodzaj chrząszczy z rodziny stonkowatych i podrodziny tarczykowatych.
Chrząszcze te mają zwykle wzór na grzbietowej stronie ciała, nie formujący jednak nigdy regularnych pasów na pokrywach; rzadziej wierzch pokryw jest jednobarwnie żółty. Głowa ma nadustek o zazwyczaj niewyniesionej przedniej krawędzi, natomiast jego linie boczne mogą być nieobecne lub delikatne, dobrze widoczne w co najwyżej nasadowej połowie. Stopy przedniej pary odnóży mają pazurki zaopatrzone w ząbek u nasady, zaś stopy pozostałych par odznaczają się grzebieniowanymi pazurkami.
Rodzaj głównie neotropikalny. Jego przedstawiciele występują od południowej części Stanów Zjednoczonych po północną Argentynę.
Takson ten wprowadzony został w 1926 roku przez Franza Spaetha. Zalicza się do niego 110 opisanych gatunków:
- Microctenochira aberrata (Weise, 1904)
- Microctenochira achardi (Spaeth, 1926)
- Microctenochira aciculata (Boheman, 1855)
- Microctenochira annulata (Spaeth, 1926)
- Microctenochira anxia (Boheman, 1855)
- Microctenochira arcana (Spaeth, 1926)
- Microctenochira aspersa (Champion, 1894)
- Microctenochira belizensis Borowiec, 2007
- Microctenochira bifenestrata (Boheman, 1855)
- Microctenochira bilobata (Boheman, 1855)
- Microctenochira biolleyi (Spaeth, 1926)
- Microctenochira bipellucida (Boheman, 1855)
- Microctenochira bogotana (Spaeth, 1926)
- Microctenochira bonvouloiri (Boheman, 1855)
- Microctenochira brasiliensis Swietojanska & Borowiec, 1999
- Microctenochira championi (Spaeth, 1926)
- Microctenochira chapada Swietojanska & Borowiec, 1995
- Microctenochira chryseis (Spaeth, 1926)
- Microctenochira circinaria (Erichson, 1847)
- Microctenochira circumcincta (Boheman, 1855)
- Microctenochira conscripta (Boheman, 1855)
- Microctenochira coronata (Boheman, 1855)
- Microctenochira costaricensis (Spaeth, 1909)
- Microctenochira cruxflava (Champion, 1894)
- Microctenochira cumulata (Boheman, 1855)
- Microctenochira danielssoni Borowiec in Swietojanska & Borowiec, 1995
- Microctenochira decora (Spaeth, 1926)
- Microctenochira diabolica (Spaeth, 1926)
- Microctenochira difficilis (Boheman, 1855)
- Microctenochira diffinis (Boheman, 1855)
- Microctenochira diophthalma (Champion, 1894)
- Microctenochira discrepans (Spaeth, 1926)
- Microctenochira discreta (Spaeth, 1926)
- Microctenochira dissimilis (Boheman, 1855)
- Microctenochira dissoluta (Spaeth, 1901)
- Microctenochira divulsa (Boheman, 1855)
- Microctenochira excelsa (Spaeth, 1926)
- Microctenochira excurrens (Spaeth, 1926)
- Microctenochira fairmairei (Boheman, 1855)
- Microctenochira ferranti (Spaeth, 1926)
- Microctenochira flavonotata (Boheman, 1855)
- Microctenochira fraterna (Boheman, 1855)
- Microctenochira freyi (Boheman, 1862)
- Microctenochira frieirocostai (Buzzi, 1999)
- Microctenochira gagatina (Spaeth, 1902)
- Microctenochira gemina (Boheman, 1855)
- Microctenochira gemonia (Spaeth, 1926)
- Microctenochira gnata (Spaeth, 1926)
- Microctenochira guttula (Spaeth, 1926)
- Microctenochira hectica (Boheman, 1855)
- Microctenochira hieroglyphica (Boheman, 1855)
- Microctenochira hypocrita (Boheman, 1855)
- Microctenochira impolluta (Spaeth, 1926)
- Microctenochira infantula (Boheman, 1862)
- Microctenochira insuperata (Spaeth, 1926)
- Microctenochira jousselini (Boheman, 1855)
- Microctenochira libidinosa (Spaeth, 1926)
- Microctenochira lindigi (Kirsch, 1865)
- Microctenochira liquidata (Spaeth, 1926)
- Microctenochira lugubris (Boheman, 1862)
- Microctenochira mapiriensis Borowiec, 2002
- Microctenochira marginata (Spaeth, 1909)
- Microctenochira media (Boheman, 1855)
- Microctenochira melanota (Boheman, 1855)
- Microctenochira minax (Spaeth, 1926)
- Microctenochira mucuryensis (Spaeth, 1926)
- Microctenochira mystica (Boheman, 1855)
- Microctenochira napaea (Boheman, 1862)
- Microctenochira nigrocincta (Wagener, 1877)
- Microctenochira nigroplagiata (Spaeth, 1932)
- Microctenochira obscurata Swietojanska & Borowiec, 1999
- Microctenochira optata (Boheman, 1855)
- Microctenochira ornaticollis (Spaeth, 1926)
- Microctenochira palmata (Boheman, 1855)
- Microctenochira panamensis Swietojanska & Borowiec, 1999
- Microctenochira papulosa (Boheman, 1855)
- Microctenochira patruelis (Boheman, 1855)
- Microctenochira peltata (Boheman, 1855)
- Microctenochira plagifera (Boheman, 1855)
- Microctenochira plebeja (Boheman, 1855)
- Microctenochira plicata (Boheman, 1855)
- Microctenochira porosa (Boheman, 1855)
- Microctenochira pumicosa (Boheman, 1862)
- Microctenochira punicea (Boheman, 1855)
- Microctenochira quadrata (De Geer, 1775)
- Microctenochira reticularis (De Geer, 1775)
- Microctenochira rubrocincta (Boheman, 1855)
- Microctenochira sagulata (Boheman, 1862)
- Microctenochira salebrata (Boheman, 1862)
- Microctenochira sanguinidorsis (Spaeth, 1926)
- Microctenochira scabra (Boheman, 1855)
- Microctenochira scopus (Spaeth, 1926)
- Microctenochira semifasciata (Boheman, 1855)
- Microctenochira semilobata (Wagener, 1877)
- Microctenochira semilunaris (Boheman, 1862)
- Microctenochira sepulchralis (Boheman, 1855)
- Microctenochira sertata (Erichson, 1847)
- Microctenochira servula (Boheman, 1855)
- Microctenochira severa (Boheman, 1855)
- Microctenochira signaticollis (Boheman, 1855)
- Microctenochira similata (Boheman, 1855)
- Microctenochira soleifera (Spaeth, 1926)
- Microctenochira stali (Boheman, 1862)
- Microctenochira stigmatica (Boheman, 1855)
- Microctenochira tabida (Boheman, 1855)
- Microctenochira trepida (Boheman, 1855)
- Microctenochira triplagiata (Spaeth, 1926)
- Microctenochira varicornis (Spaeth, 1926)
- Microctenochira villica (Boheman, 1855)
- Microctenochira vivida (Boheman, 1855)
- Microctenochira waterhousei (Boheman, 1855)